# Челина (Омиш)
Челина (хорв. Čelina) — населений пункт у Хорватії, в Сплітсько-Далматинській жупанії у складі міста Омиш.

## Населення
Населення за даними перепису 2011 року становило 222 осіб.
Динаміка чисельності населення поселення:

## Клімат
Середня річна температура становить 15,82 °C, середня максимальна — 27,47 °C, а середня мінімальна — 4,07 °C. Середня річна кількість опадів — 822 мм.
| Клімат поселення                              | Клімат поселення | Клімат поселення | Клімат поселення | Клімат поселення | Клімат поселення | Клімат поселення | Клімат поселення | Клімат поселення | Клімат поселення | Клімат поселення | Клімат поселення | Клімат поселення | Клімат поселення |
| Показник                                      | Січ.             | Лют.             | Бер.             | Квіт.            | Трав.            | Черв.            | Лип.             | Серп.            | Вер.             | Жовт.            | Лист.            | Груд.            |                  |
| Середній максимум, °C                         | 13,47            | 12,90            | 14,43            | 17,30            | 22,17            | 26,20            | 27,30            | 27,47            | 23,87            | 20,27            | 16,03            | 13,80            |                  |
| Середня температура, °C                       | 9,07             | 8,47             | 10,03            | 12,90            | 17,77            | 21,80            | 24,13            | 24,30            | 20,70            | 17,13            | 12,87            | 10,67            |                  |
| Середній мінімум, °C                          | 4,63             | 4,07             | 5,60             | 8,47             | 13,33            | 17,40            | 21,00            | 21,17            | 17,57            | 13,97            | 9,73             | 7,50             |                  |
| Норма опадів, мм                              | 76               | 64               | 70               | 69               | 57               | 47               | 34               | 48               | 69               | 90               | 106              | 92               |                  |
| Середньомісячна швидкість вітру, м/с          | 3.23             | 3.50             | 3.63             | 3.27             | 2.90             | 2.63             | 2.70             | 2.53             | 2.83             | 2.93             | 3.63             | 3.60             |                  |
| Середньомісячна сонячна радіація, кДж/м²·день | 5517             | 8271             | 11980            | 16456            | 20463            | 23356            | 24811            | 21885            | 16167            | 10449            | 5993             | 4703             |                  |
| --------------------------------------------- | ---------------- | ---------------- | ---------------- | ---------------- | ---------------- | ---------------- | ---------------- | ---------------- | ---------------- | ---------------- | ---------------- | ---------------- | ---------------- |
| Джерело:                                      |                  |                  |                  |                  |                  |                  |                  |                  |                  |                  |                  |                  |                  |